# 네덜란드 신앙고백

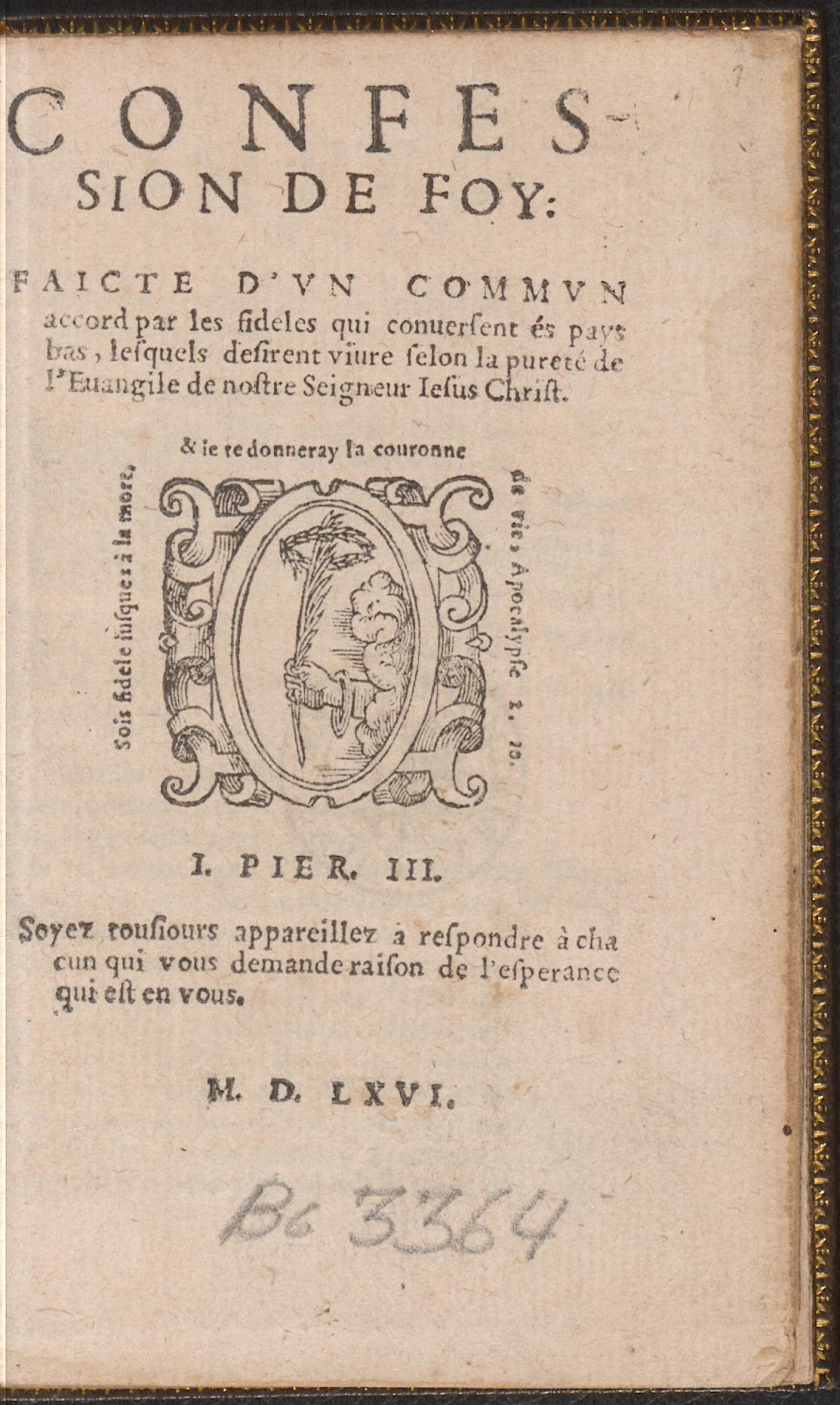

네덜란드 신앙고백 또는 벨직 신앙고백서(Belgic Confession, 라틴어: Confessio Belgica)은 16세기 네덜란드에서 칼뱅주의에 입각해 작성된 많은 개혁교회가 교리적 표준으로 따르는 기독교 신앙고백서이다. 라틴어 이름 Confessio Belgica에서 Belgica는 벨기에와 네덜란드로 나뉘기 전의 네덜란드 전체를 가리키는 말이다. 신앙고백서의 주요 저자는 네덜란드 종교개혁 당시 순교한(1567년) 왈롱 지역의 개혁교회 목사인 귀도 드 브레이다. 그는 이로 인해 1567년에 순교하였다.
도르트 총회에서 (1618-1619년) 네덜란드 신앙고백은 하이델베르크 요리문답과 도르트 신조와 더불어 하나 되는 세 고백서로 채택되어 칼뱅주의 전통의 개신교 신앙 특히 네덜란드 개혁교회을 대표하는 중요한 문서로 오늘날까지 내려오고 있다.

## 저작과 개정
초기 텍스트는 드 브레에 의해 1559년에 작성되었으며, 갈리아 신앙고백서의 영향을 받았다. 드 브레는 초안을 하드리안 아 사라비아, 헤르만 모데드, [고트프리트 판 빙언] 등 다른 사람들에게 보여주었다. 이 초안은 프란시스쿠스 유니우스에 의해 개정되었고, 그는 제16조를 축약하여 제네바와 다른 교회들에 승인을 받기 위해 사본을 보냈다. 1562년에는 펠리페 2세에게 제출되어 저지대 국가의 개신교 신자들에게 관용을 얻고자 했다. 1566년, 이 신앙고백서의 텍스트는 안트베르펜에서 열린 시노드에서 개정되었다. 이는 16세기 마지막 30년간 열린 전국 시노드들에서 채택되었다.
벨직 신앙고백서는 다음 세기에 발생한 알미니우스 논쟁에 대한 반박의 기초가 되었지만, 야코부스 아르미니우스 자신은 자신의 신학에 반대하는 데 사용될 수 있다는 생각에 반대했다. 텍스트는 도르트 총회에서 다시 개정되어 도르트 신조에 포함되었고, 모든 개혁교회 직분자와 회원이 서명해야 하는 교리적 표준 중 하나로 채택되었다.

## 내용
네덜란드 신앙고백은 37개 조항으로 이루어져 있다.
- 1, 2 항: 하나님에 대하여
- 3-7 항: 성서에 대하여
- 8-13 항: 삼위일체론에 대하여
- 14 항: 사람에 대하여
- 15 항: 죄에 대하여
- 16-17 항: 구원에 대하여
- 18-21 항: 그리스도에 대하여
- 22-26 항: 칭의, 성화에 대하여
- 27-36 항: 교회에 대하여
- 37 항: 종말에 대하여

신앙고백서는 "우리는 모두 마음으로 믿고 입으로 고백합니다"라는 문구로 시작하는데, 이는 신앙고백서의 독특한 특징을 부여한다. W. A. 커티스는 다음과 같이 기술한다.
[신앙]은 종교적 진리를 파악하는 기관이다. [... 신앙]은 완전한 의미에서 종교의 가장 높은 경험에 필수적이며, 따라서 종교가 자의식적이고 명확해질 때 표현될 수밖에 없다. [...] 그러므로 종교적 자기 표현의 언어에서, 크레도(credo), 즉 "나는 믿는다"와 콘피테오르(confiteor), 즉 "나는 고백한다 또는 인정한다"는 항상 가장 중요한 위치를 차지해야 한다.
따라서 벨직 신앙고백서는 믿음과 고백을 강조함으로써, 히브리서 11장 1절에서 "바라는 것들의 실상이요 보이지 않는 것들의 증거"로 정의되는 신앙의 문제를 다룬다는 점에서 본질적으로 종교적이다. 고백된 신학적 교리들은 단순히 지적인 동의의 대상이 아니라, 커티스가 자세히 설명하는 믿음과 고백의 대상이다.
믿음과 고백은 예배의 다른 모든 분위기—찬양, 감사, 겸손, 간구, 소망, 사랑—에서 전제된다. 그것들은 보편적인 종교적 의식의 자연적인 예배의식에서 지속적인 저음이다. 그것들은 무지나 의심의 기간이 지났음을 의미하며, 확신이 얻어졌음을, 영적 생명이 스스로에게 도달했음을, 찾는 자가 마침내 찾았음을, 그리고 영혼이 안식하고 있음을 의미한다.
이러한 방식으로 벨직 신앙고백서는 사도신경, 니케아 신경, 아타나시우스 신경을 포함한 고대 기독교 신경들과 유사한 성격을 지닌다.
이 신앙고백서는 1530년 아우크스부르크 신앙고백서와 같은 다른 종교개혁 시대 신경들과 함께 "변증적" 성격을 지닌 것으로 분류될 수 있다. 즉, "기독교인 공동체가 소중히 여기는 종교적 믿음의 진정한 특성을 옹호하는 것"으로서, "오해를 제거하고 잘못된 표현을 반박하기 위한 독특한 교리의 진정한 설명" 중 하나이다.
이 신앙고백서는 드 브레가 밀접하게 따랐던 갈리아 신앙고백서의 특징이었던 로마 가톨릭교회에 대한 명시적인 도발을 피한다. 대신 벨직 신앙고백서는 삼위일체, 성육신, 교회, 성례 교리를 확장하면서 재세례파 신학과 자주 구별된다. 필립 샤프는 이 신앙고백서가 "전체적으로 볼 때, 웨스트민스터 신앙고백을 제외하고는 칼뱅주의 교리 체계에 대한 가장 훌륭한 상징적 진술"이라고 말했다. 개혁 신앙 백과사전에서 M. 유진 오스터하벤은 이 신앙고백서의 내용을 다음과 같이 요약한다.
주제 순서는 전통적이다: 하나님과 하나님을 아는 방법(1-11조); 창조와 섭리(12-13조); 타락과 선택(14-16조); 그리스도 안에서의 구원(17-21조); 칭의와 성화(22-26조); 교회(27-29조); 교회 질서(30-32조); 성례(33-35조); 교회와 국가(36조); 그리고 마지막 때(37조). 독특한 개혁주의 강조점은 다음과 같다: 규범으로서의 성경; 하나님의 주권과 하나님의 은혜, 죄, 성화와 선한 행위를 포함한 그리스도 안에서만의 구원; 기독교인의 삶에 도움이 되는 하나님의 율법; 칼뱅의 성례관; 그리고 하나님의 도구이자 하나님의 은혜의 통로로서의 국가.

## 벨직 신앙고백 해설서
- Notes on the Belgic Confession ( 클라렌스 바우만 지음, 손정원 옮김)